# Концентраторна фотоволтаика
Концентраторната фотоволтаика (на английски: concentrator photovoltaics, CPV) е фотоволтаична технология, при която външни оптични елементи, най-често Френелови лещи и/или параболоидни огледала, концентрират слънчевата светлина върху високоефективни каскадни фотоволтаични елементи – полупроводникови съединения на елементи от III и V група или, по-рядко, монокристални силициеви елементи. Двуосови хелиостати осигуряват режим на работа под пряка слънчева светлина. Концентраторната фотоволтаика достига най-високите коефициенти на ефективност сред фотоволтаичните технологии с теоретичен максимум над 50% :с. 30, както и един от най-късите периоди на енергийна амортизация от под 1 година.:с. 32 Поради сравнително високите инвестиционни разходи от 1,40 – 2,20 €/Wp :с. 10 се счита, че технологията е рентабилна за географски ширини със средно годишно пряко слънчево облъчване (DNI) от над 2000 kWh/(m²a) :с. 6, а пазарният ѝ дял е малък.

## История
Прототипи на концентраторни фотоволтаични системи са разработени за пръв път през 1970-те години в Националните лаборатории „Sandia“ в САЩ. Сериозно усложнение при първите системи е необходимостта от активно (водно) охлаждане на силициевите фотоволтаични елементи. През 1981 г. в рамките на саудитско-американската междуправителствена инициатива SOLARES компанията Martin Marietta (днес част от Lockheed Martin) изгражда в Саудитска Арабия централа с мощност 350 kW. Използвани са монокристални силициеви елементи с пасивно охлаждане и Френелови лещи от акрилно стъкло с 40-кратна (40×) концентрация. Проектът наречен „Solar Village“, включващ още оловно-киселинни акумулатори и дизелов генератор покрива потреблението на три откъснати от електропреносната мрежа села и дълго време (поне до 1989 г.) остава най-голямата концентраторна фотоволтаична централа.

## Технологичен принцип
Използваните каскадни фотоволтаични елементи представляват многопреходни хетероструктури от композитни полупроводници, най-често съединения от елементите галий, арсен, алуминий, фосфор и индий върху германиева, галиеварсенидна или, по-рядко, силициева подложка. За оптично съсредоточаване на слънчевата енергия често се използва така нареченият „трионообразен дизайн“, или Френелова леща.

## Оптична част
Първите концентраторни фотоволтаични системи от 1980-те години използват плоско-изпъкнала Френелова леща, която изобразява слънчевия диск върху сравнително малкия фотоволтаичен елемент. Съществуват две дефиниции за коефициента на концентрация на слънчевата светлина – геометрична и оптична (квантитативна):
{\displaystyle C_{\text{г}}={\dfrac {A_{\text{вх.}}}{A_{\text{сб}}}}}
{\displaystyle C_{\text{о}}={\dfrac {E_{\text{e,сб}}}{E_{\text{e,вх.}}}}},
като {\displaystyle A_{\text{вх./сб}}} и {\displaystyle E_{\text{e,вх./сб}}} са площта в m2 и лъчистият поток във W/m2 съответно върху входящата апертура на оптичната система и активната зона на слънчевата батерия. За разлика от геометричната, оптичната дефиниция отчита оптичните загуби и може да се запише във вида {\displaystyle C_{\text{о}}=\eta _{\text{о}}C_{\text{г}}}, където {\displaystyle \eta _{\text{о}}\leq 1} е ефективността на оптичната система. Често концентрацията се задава и в слънца (на английски: suns), като се има предвид лъчистият поток в слънчевия спектър попадащ върху фотоволтаичния елемент като кратно число на 1000 W/m2 (1 слънце).

## Разновидности
В зависимост от коефициента на концентриране на слънчевата светлина се разграничават слабоконцентриращи (от 2× до 100×) и силноконцентриращи (от 300× до 1000×) системи.

## Перспективи
| Плюсове | Минуси |
| --- | --- |
| Висок КПД под пряка слънчева светлина | Силноконцентриращите системи не могат да използват разсеяната слънчева светлина; слабоконцентриращите системи – само частично          |
| Нисък температурен коефициент | Нужда от (двуосов) хелиостат с висока точност                                                                                          |
| Ниска начална инвестиция необходима за производствените мощности, позволяваща бърз растеж на масовото производство                                        | В зависимост от условията на околната среда – евентуална необходимост от редовно чистене на опитичните компоненти                      |
| Модулярна архитектура, позволяваща гъвкаво оразмеряване на системата от kW до MW                                                                          | Повишен общ риск поради оскъдния опит при производството                                                                               |
| По-високо и по-стабилно производство на електроенергия през целия ден благодарение на насочването чрез хелиостат                                          | Допълнителни оптични загуби |
| Много кратък период на енергийна амортизация | |
| По-добри перспективи за увеличаване на КПД в бъдеще в сравнение с технологиите, базирани на еднопреходни полупроводникови елементи                        | |
| Възможности | Опасности |
| Уползотворяване на остатъчната топлинна енергия чрез системи с активно охлаждане                                                                          | Ограничен пазар; подходяща само за райони с високо пряко слънчево облъчване                                                            |
| Допълнително използване на заетата площ, например за земеделие                                                                                            | Бързият спад на цените на конвенционалната силициева фотоволтаика силно затруднява навлизането на пазара дори на най-евтините концепти |
| Някои от компонентите на системата могат да бъдат произведени изгодно в непосредствена близост до бъдещите електроцентрали, често в страни от третия свят | По-неизгодни условия за банково финансиране поради липсата на дългосрочен практически опит и по-малкото вече инсталирани мощности      |
| По-слаба зависимост от колебанията в цената на полупроводниковите материали                                                                               | Липса на стандартизация на технологията                                                                                                |

| (към 2016 г.)    |                  |  |       | [MWp] |
| Китай            | Китай            |  | 168.9 | 168.9 |
| САЩ              | САЩ              |  | 83.2  | 83.2  |
| Южна Африка      | Южна Африка      |  | 44.1  | 44.1  |
| Италия           | Италия           |  | 20.8  | 20.8  |
| Испания          | Испания          |  | 17    | 17    |
| Франция          | Франция          |  | 7.6   | 7.6   |
| Португалия       | Португалия       |  | 5.1   | 5.1   |
| Австралия        | Австралия        |  | 3.4   | 3.4   |
| Тайван           | Тайван           |  | 1.6   | 1.6   |
| Саудитска Арабия | Саудитска Арабия |  | 1.6   | 1.6   |
| Мексико          | Мексико          |  | 1.5   | 1.5   |
| Гърция           | Гърция           |  | 1.2   | 1.2   |
| Мароко           | Мароко           |  | 1     | 1     |
| Чили             | Чили             |  | 1     | 1     |
| други            | други            |  | 1.7   | 1.7   |
| Общо             | Общо             |  | > 370 | > 370 |

## Стандарти
Стандарти за концентраторни слънчеви модули се разработват от работна група TC 82/WG 7 към Международната електротехническа комисия (МЕК). За целите на метрологията са дефинирани два режима на работа – CSТC (concentrator standard test conditions) за лабораторни тестове на закрито и CSOC (concentrator standard operating conditions) за тестове на открито.:с. 5
| CSTC | 1000 W/m² (пряко облъчване)    | AM1.5d | 25 °C (фотоволтаичен елемент) |                         | концентраторна фотоволтаика    |
| CSOC | 900 W/m² (пряко облъчване)     | AM1.5d | 20 °C (околна среда)          | 2 m/s скорост на вятъра | концентраторна фотоволтаика    |
| STC  | 1000 W/m² (глобално облъчване) | AM1.5  | 25 °C (модул)                 |                         | не-концентраторна фотоволтаика |

Поне до 2011 г. са се използвали различни нестандартизирани тестови условия, например 850 W/m² и 60 °C температура на фотоволтаичния елемент.:с. 505